# Fagopyrum gilesii
Fagopyrum gilesii (Hemsl.) Hedberg – gatunek rośliny z rodziny rdestowatych (Polygonaceae Juss.). Występuje naturalnie w południowych Chinach – w prowincjach Junnan oraz Syczuan. 

## Morfologia
PokrójRoślina jednoroczna dorastająca do 10–30 cm wysokości.
LiścieIch blaszka liściowa i ma sercowaty kształt. Mierzy 10–30 mm długości oraz 8–25 mm szerokości, o klapowanej nasadzie i ostrym wierzchołku. Ogonek liściowy jest nagi i osiąga 1,5–3 cm długości. Gatka ma brązową barwę, jest błoniasta i dorasta do 3–5 mm długości.
KwiatyZebrane w główkowate kwiatostany o długości 3–6 cm, rozwijają się w kątach pędów lub na ich szczytach. Listki okwiatu mają eliptyczny kształt i różowawą barwę, mierzą do 2–3 mm długości.
OwoceTrójboczne niełupki o jajowatym kształcie, osiągają 3–4 mm długości.

## Biologia i ekologia
Rośnie na łąkach oraz terenach skalistych. Występuje na wysokości od 2200 do 3500 m n.p.m. Kwitnie od lipca do sierpnia, natomiast owoce dojrzewają od sierpnia do września.